# Olympique de Médéa
L'Olympique de Médéa è una società calcistica algerina con sede nella città di Médéa. Milita nella Ligue 1, la massima divisione del campionato algerino di calcio.
Fondato nel 1945, disputa le partite interne allo stadio Imam Lyes di Médéa (12 000 posti).

## Storia
Dagli anni '20 del XX secolo in città furono attivi vari club: Mouloudia Club Médéen (MCM), Sporting de Médéa, Croissant Médée. L'Olympique de Médéa fu costituito nel 1945 ed esordì nel 1945-1946 nel campionato di terza divisione.
Nel 1995 raggiunse per la prima volta la finale di Coppa d'Algeria, che perse per 2-1 contro il CR Belouizdad. Nel 1996 la squadra partecipò alla settima edizione della Coppa delle Coppe araba ad Amman, in Giordania, dove fu eliminata in semifinale dai marocchini dell'Olympique Khouribga, poi vincitori del trofeo.
Fino al 2001 la squadra fu attiva tra terza e seconda divisione, per poi scendere in quarta e quinta serie, categorie in cui militò a varie riprese fino al 2009. Risalita in terza serie nel 2009, nel 2010, con l'avvento del professionismo nel calcio algerino, fu ammessa alla Ligue 2, dove rimpiazzò l'OM Arzew, che non riuscì a ottenere la licenza per competere a livello professionistico. Nel 2016 ottenne la promozione in massima serie. Nel 2019 retrocesse nuovamente in seconda serie, ma ottenne una pronta risalita l'anno dopo.

## Palmarès

### Competizioni nazionali
- Ligue 2 (Algeria): 2

2015-2016, 2019-2020

### Altri piazzamenti
- Coppa d'Algeria:

Finalista: 1994-1995

## Organico

### Rosa 2013-2014
| N. |                    | Ruolo | Calciatore          |
| -- | ------------------ | ----- | ------------------- |
| 1  | Algeria (bandiera) | P     | Mounir Benmeddour   |
| 5  | Algeria (bandiera) | C     | Farid Zerroukhat    |
| 6  | Algeria (bandiera) | D     | Mohamed Benaïssa    |
| 7  | Algeria (bandiera) | A     | Tarek Ammoura       |
| 8  | Algeria (bandiera) | C     | Mohamed Billal Raït |
| 9  | Algeria (bandiera) | A     | Abdelkader Bakhti   |
| 12 | Algeria (bandiera) | A     | Hamza Anani         |
| 13 | Algeria (bandiera) | C     | Zineddine Debieb    |
| 14 | Algeria (bandiera) | D     | Ouissam Mokrane     |
| 16 | Algeria (bandiera) | A     | Mohamed Boussefiane |
| 17 | Algeria (bandiera) | A     | Mansour Belhani     |
| 18 | Algeria (bandiera) | D     | Adlène Boutnaf      |

| N. |                    | Ruolo | Calciatore            |
| -- | ------------------ | ----- | --------------------- |
| 19 | Algeria (bandiera) | D     | Farès Boudemagh       |
| 20 | Algeria (bandiera) | C     | Walid Belhamri        |
| 22 | Algeria (bandiera) | P     | Nacer Boutrig         |
| 23 | Algeria (bandiera) | A     | Nacereddine Bacha     |
| 24 | Algeria (bandiera) | D     | Mohamed Deroukdal     |
| 25 | Algeria (bandiera) | C     | Habib Hacene          |
| 25 | Algeria (bandiera) |       | Mohamed Djarit        |
| 27 | Algeria (bandiera) | D     | Abdelmoumen Kherbache |
| 32 | Algeria (bandiera) | A     | Abdelkader Kharoubi   |
| 35 | Algeria (bandiera) | P     | Slimane Ould Mata     |
| 39 | Algeria (bandiera) | D     | Salim Baroudi         |
|    | Algeria (bandiera) | D     | Sid Ali Ammoura       |